# Rajec (Słowenia)
Rajec – wieś w Słowenii, w gminie Brežice. W 2018 roku liczyła 71 mieszkańców.